# Dorchester (Nuevo Brunswick)
Dorchester (población 2011: 1.167) es un pueblo de Canadá y la sede del Condado de Westmorland, en la provincia de Nuevo Brunswick. Se encuentra en la parte oriental de la desembocadura del exuberante valle del río cerca Memramcook punto de descarga del río en la bahía de Shepody. Dorchester es una comunidad de habla inglesa, pero se encuentra junto a zonas de habla francesa de Acadia, más arriba en el valle del río Memramcook.

## Historia
La sede de condado, Dorchester, tiene varias hermosas casas históricas y edificios cívicos. Durante el siglo IX, Dorchester y la vecina isla de Dorchester fueron importantes centros de construcción naval. Numerosos marineros maestros también vivieron en Dorchester y alrededores durante la "edad de la vela". Era un centro para la diligencia, así como un puerto de barcos muy ocupado. La comunidad se transformó con la construcción en 1872 del ferrocarril Intercolonial entre Halifax y Rivière-du-Loup. En 1911, la aldea fundó la Luz de Dorchester y la Compañía de Bomberos que actualmente se conoce como el Cuerpo de Bomberos Voluntarios de Dorchester. En 1965, el palacio de justicia de la aldea fue destruido por un incendio. El edificio nunca fue reconstruido, y gran parte de la economía detrás de él abandonó la comunidad. Muchos en la comunidad llegaron a la plaza de la ciudad para ver el edificio arder en llamas. Lo único que quedó del palacio de justicia fue la caja fuerte. En la actualidad se está utilizando la sala de fiestas, que se encuentra donde una vez estuvo el juzgado.
El Gobierno del primer ministro Louis Robichaud, durante la década de 1960 creó un parque industrial y el muelle de carga en aguas profundas cerca del Cabo Dorchester, como parte de un programa de desarrollo económico regional. Previsto para ser utilizado por la industria petroquímica, el gobierno construyó una nueva carretera y ferrocarril junto con una subestación eléctrica y un muelle, así como un edificio que fue previsto para ser usado como una planta de fertilizantes. El parque industrial no tenía inquilinos y el muelle que se sienta en el río Memramcook se llena de sedimentos rápidamente junto al lodo de las mareas de la Bahía de Fundy. Hoy en día todo lo que queda son los caminos y la railbed así como algunas farolas rotas, un rompe olas y el deterioro de la cáscara vacía de la planta de fertilizantes abandonada.
En 1993, la cárcel también fue cerrada. Actualmente funciona un gimnasio y un centro de almacenamiento.

## Demografía
| Censo | Población | Cambio (%) |
| ----- | --------- | ---------- |
| 2011  | 1,167     | 4.3%       |
| 2006  | 1,119     | 17.3%      |
| 2001  | 954       | 19.1%      |
| 1996  | 1,179     | 39.0%      |
| 1991  | 848       | 41.3%      |
| 1986  | 1,198     | 8.8%       |
| 1981  | 1,101     | N/A        |

| Religión                 | Población | Porcentaje (%) |
| ------------------------ | --------- | -------------- |
| Protestante              | 230       | 44.66%         |
| Católico                 | 125       | 24.27%         |
| Otras religiones         | 20        | 3.88%          |
| Sin afiliación religiosa | 145       | 28.15%         |

| Tipo de ingresos          | En CAD  |
| ------------------------- | ------- |
| Ingresos per cápita       | $25,858 |
| Renta de casa mediana     | $46,140 |
| Ingreso familiar promedio | $58,174 |

| Idioma                       | Población | Porcentaje (%) |
| ---------------------------- | --------- | -------------- |
| Inglés                       | 430       | 90.53%         |
| Francés                      | 35        | 7.37%          |
| Bilingües (inglés y francés) | 10        | 2.10%          |
| Otros idiomas                | 200       | 3.78%          |